# Sphagnum ramulinum
Sphagnum ramulinum är en bladmossart som beskrevs av Warnstorf 1898. Sphagnum ramulinum ingår i släktet vitmossor, och familjen Sphagnaceae. Inga underarter finns listade i Catalogue of Life.